# 백승현 (야구 선수)
백승현(白昇玄 1995년 5월 26일 ~ )은 KBO 리그 LG 트윈스의 투수, 내야수이다.

## 한국 프로야구 시절

### LG 트윈스시절
2015년에 입단하였다. 입단 후 사회복무요원으로 대체 복무했고, 2017년 시즌 중에 제대했다.

#### 2017년
9월 22일 삼성전에서 선발 출장하며 데뷔 첫 경기를 치렀고, 경기에서 4타수 1안타를 기록하며 데뷔 첫 경기에서 데뷔 첫 안타를 기록했다.

#### 2018년
주전 유격수였던 오지환의 백업으로 큰 기대를 받았으나 5월 30일에 1군 엔트리에서 제외된 후 1군에 올라오지 못하며 시즌을 마감했다.

#### 2019년
2군에서 시즌을 시작했다. 오지환의 백업으로 기대를 모았으나 신민재가 주루와 타격에서 두각을 드러내며 2군에서 시즌을 시작했다.

#### 2020년
8월에 투수로 전향했다.

## 호주 프로야구 시절
2019년에 질롱 코리아에 입단하였다.

## 출신 학교
- 소래초등학교
- 소래중학교(전학) → 상인천중학교
- 인천고등학교

## 통산 기록
| 연도 | 팀명  | 타율  | 경기 | 타수 | 득점 | 안타 | 2루타 | 3루타 | 홈런 | 루타 | 타점 | 도루 | 도실 | 볼넷 | 사구 | 삼진 | 병살 | 실책 |
| ---- | ----- | ----- | ---- | ---- | ---- | ---- | ----- | ----- | ---- | ---- | ---- | ---- | ---- | ---- | ---- | ---- | ---- | ---- |
| 2017 | LG    | 0.217 | 9    | 23   | 2    | 5    | 1     | 0     | 0    | 6    | 1    | 0    | 1    | 5    | 1    | 6    | 0    | 2    |
| 2018 | LG    | 0.250 | 5    | 8    | 1    | 2    | 0     | 0     | 0    | 2    | 1    | 0    | 0    | 0    | 0    | 3    | 0    | 0    |
| 2019 | LG    | 0.167 | 14   | 30   | 1    | 5    | 1     | 0     | 0    | 6    | 0    | 1    | 0    | 0    | 0    | 10   | 1    | 1    |
| 2020 | LG    | 0.250 | 27   | 28   | 5    | 7    | 1     | 0     | 0    | 8    | 2    | 0    | 0    | 4    | 1    | 8    | 0    | 1    |
| 통산 | 4시즌 | 0.213 | 55   | 89   | 9    | 19   | 3     | 0     | 0    | 22   | 4    | 1    | 1    | 9    | 2    | 27   | 1    | 4    |